# Esthéticien
 (juillet 2016).
 (juillet 2016).
Si vous disposez d'ouvrages ou d'articles de référence ou si vous connaissez des sites web de qualité traitant du thème abordé ici, merci de compléter l'article en donnant les références utiles à sa vérifiabilité et en les liant à la section « Notes et références ».
L'esthéticien ou l'esthéticienne est un spécialiste de la peau, des cosmétiques, des techniques de soins, de modelages esthétiques, de manucure, de maquillages et d'épilation. Il réalise des soins du visage et du corps en fonction des besoins spécifiques de ses clients et conseille ces derniers dans le choix d'un produit adapté.
L'esthéticien(ne) peut exercer dans différents lieux tels que les instituts de beauté, les spas, les parfumeries, les parapharmacies, centres de thalassothérapie ou de thermalisme, les hôpitaux, les maisons de retraite, les hôtels, les bâtiments de croisières.

## Activités
Au-delà des soins du corps proprement dits, il y a aussi un aspect psychologique, voire social. Les esthéticiennes interrogées par Ivan Jablonka dans son enquête insistent toutes sur la relation humaine, faite d'écoute et d'échange, que comporte leur métier.
L'esthéticienne ou esthéticien réalise sur son lieu de travail :
- des épilations avec différentes cires, sur différentes parties du corps (jambes, maillots, aisselles, visage, etc.) ;
- les soins du visage en fonction du type de peau de la cliente (sèche, grasse, déshydratée, atone, etc.) et avec des produits adaptés et seulement dans un but d'embellissement ;
- le maquillage dans le but de mettre en valeur le visage et de donner des conseils adaptés ;
- les soins du corps dans un but de détente et d'embellissement sans finalité médicale. On trouve différents modelages esthétiques et soins du corps : amincissants, modelage californien, soin du dos purifiant, soin jambe légère, modelage lomi-lomi, etc. ;
- il réalise  aussi des soins des mains et des pieds en prenant soin des ongles et en enlevant les callosités dans les mesures d'hygiène et de sécurité.

## Risques pour la santé
Probablement en raison de contact fréquent (ou inhalation) avec certains produits cosmétiques et autres produits chimiques utilisés (ex : solvants de vernis à ongles, huiles essentielles, formaldéhyde présents dans le produit ou résultant de sa dégradation...), il est démontré, par plusieurs études successives toutes concordantes, que les femmes ou les hommes pratiquant la profession ont des risques significativement plus élevé de développer certains cancers notamment les femmes :
- cancer du sein (« risque multiplié par cinq chez les coiffeuses et esthéticiennes ainsi que parmi les travailleuses de l’industrie alimentaire »[2],[3]). À titre de comparaison, ce risque est multiplié par 4,5 chez les travailleuses du nettoyage à sec et de la blanchisserie et par quatre parmi les ouvrières de l’industrie papetières et des arts graphiques ainsi que dans la fabrication de produits en caoutchouc et plastique.
On a aussi récemment montré que le risque de cancer du sein augmente très significativement chez les femmes utilisant des teintures capillaires permanentes, et des lisseurs chimiques, avec un risque fortement accru chez les femmes à peau noire par rapport aux femmes à peaux blanche[3]. C'est la première étude prospective ayant porté sur une vaste cohorte et ayant évalué séparément le risque chez les femmes noires et blanches[3]. L'utilisation fréquente de lisseurs chimiques augmente dans tous les cas le risque de développer un cancer du sein[3].
- cancer du poumon[4].

## Diplômes
- Le CAP esthétique, cosmétique et parfumerie qui s'obtient en un ou deux ans (apprentissage ou école). Diplôme de niveau V.
- Le BP esthétique en apprentissage. Diplôme de niveau IV.
- Le bac professionnel esthétique cosmétique et parfumerie, trois ans en école. Diplôme de niveau IV.
- Le BTS esthétique cosmétique et parfumerie en deux ans, il y a différentes options : management, cosmétologie ou formation marque. Diplôme de niveau III[5].
- Le BM Brevet de Maitrise esthétique cosmétique et parfumerie qui s'obtient en 2 ans en apprentissage. Diplôme de niveau III

## Débouchés
- Esthéticien(ne) dans un institut de beauté.
- Gérant(e) d'un ou plusieurs instituts de beauté.
- Conseiller(e) en parfumerie ou parapharmacie.
- Responsable d'une parfumerie ou institut de beauté.
- Responsable d'un spa.
- Socio-esthéticien[6] (avec une formation).
- Formateur de marque.
- Maquilleur(se) professionnel.
- Professeur(e) d'esthétique.
- Spa praticien (formation en plus).
- Esthéticien(ne) à domicile.
- Laborantin(e) de produits cosmétiques.